# Ludovico Furconio
Ludovico Furconio (L'Aquila, ... – 3 agosto 1550) è stato un vescovo cattolico italiano.

## Biografia
Nato all'Aquila, il 4 dicembre venne nominato vescovo di Giovinazzo da papa Clemente VII e fu consacrato il 20 giugno successivo nella Cappella Sistina dall'arcivescovo Gabriele Mascioli, insieme a Natale della Torre e Francesco Sperelli come co-consacranti. Rimase in carica fino al 25 ottobre 1549, quando si dimise. Morì il 3 agosto 1550 e venne sepolto nella chiesa di Santa Maria Paganica all'Aquila, come da sue disposizioni testamentarie.

## Genealogia episcopale
La genealogia episcopale è:
- Arcivescovo Gabriele Mascioli, O.E.S.A.
- Vescovo Ludovico Furconio